# Hartfield (East Sussex)
Hartfield ist ein Dorf und eine Landgemeinde (Civil Parish) im Wealden District, East Sussex in England. Zur Gemeinde gehören neben Hartfield selbst die Orte Colemans Hatch, Hammerwood und Holtye, die allesamt am nördlichen Rand des Ashdown Forest liegen. 
Bekanntheit erlangte der Ort als Wohnsitz von A. A. Milne (1882–1956), dem Autor der Bücher um Pu den Bären, der hier auf Cotchford Farm seine Sommer und Urlaube verbrachte. Das Naturschutzgebiet Ashdown Forest inspirierte ihm zum Wohnort des Protagonisten, dem Hundert-Morgen-Wald. 
Die Gemeinde hatte 2011 2.179 Einwohner auf einer Fläche von 42,0 km².

## Geographie
Die Gemeinde liegt rund sieben Meilen (11,2 km) von Tunbridge Wells entfernt, wo sich die B 2110, die von Groombridge nach Forest Row führt, mit der B 2016 von Edenbridge nach Maresfield kreuzt.

## Persönlichkeiten
- A. A. Milne (1882–1956), Autor
- Brian Jones (1942–1969), Musiker, Mitgründer der Rolling Stones